# Église Saint-Thyrse d'Anglards-de-Salers
L'église Saint-Thyrse est une église de style roman auvergnat située sur le territoire de la commune d'Anglards-de-Salers dans le département français du Cantal en région Auvergne-Rhône-Alpes.

## Histoire
L'église possède les caractéristiques de l'art roman auvergnat. Sa construction remonte au XIIe siècle et son porche au XIIIe siècle.
Elle fait l’objet d’un classement au titre des monuments historiques depuis le 10 août 1977.

## Architecture

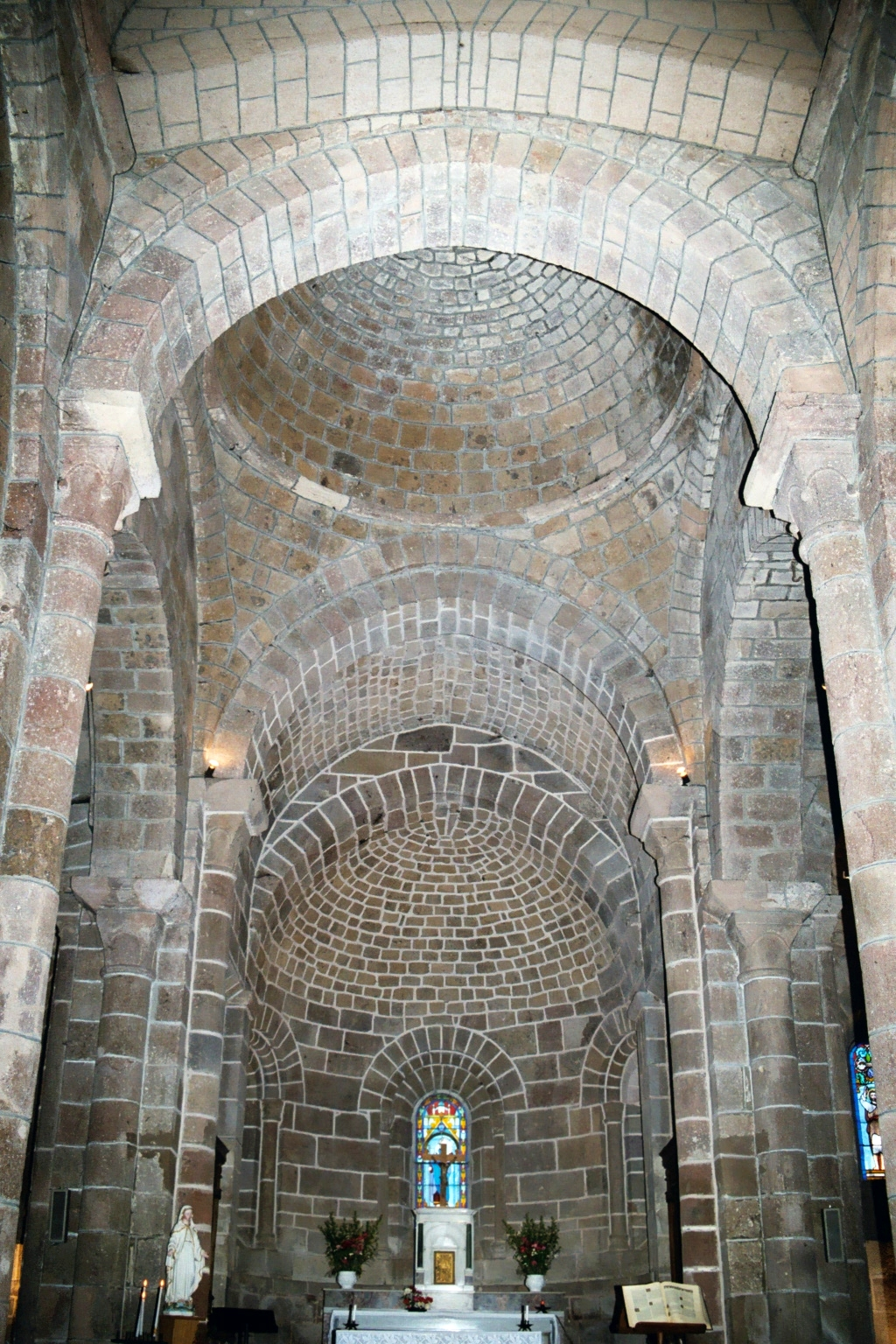
La croisée du transept et le chœur.

Son plan se compose d'une nef avec quatre travées, voûtée en berceau, entourée de bas-côtés voûtés quant à eux en demi berceaux. La croisée du transept est surmontée d'une coupole sur pendentifs percée d'un oculus et d'un clocher octogonal. Le transept se prolonge dans sa partie nord par une chapelle édifiée au XVe siècle et au sud par une autre du début du XVIe siècle, elle-même accolée une chapelle latérale.
Ces trois chapelles sont voûtées d'ogives à liernes et tiercerons. Une sacristie jouxte la chapelle nord depuis 1836. Une abside et deux absidioles en cul-de-four terminent l'ensemble. L'église est décorée de boiseries du XIXe siècle.
Le pignon de la façade ouest est dominé par un campanile, bâti au XIXe siècle.
Dans les chapelles latérales se trouvent des vitraux contemporains de Perrin et Perrin, notamment la chapelle de la famille de Monclar, commanditaire au XVe siècle de la collection du bestiaire fantastique.